# Лівійське королівство
Лівійське королівство (араб. 'المملكة الليبية; італ. Regno di Libia), що до 1963 року мало назву Об'єднане Лівійське королівство — держава, що виникла після проголошення незалежності 24 грудня 1951 року та існувала до військового перевороту під керівництвом Муаммара Каддафі 1 вересня 1969 року який скинув короля Ідріса I створив Лівійську Арабську Республіку.

## Історія
Перед Другою світовою війною, Лівія була італійською колонією, а у 1943 році італійська армія була змушена залишити Лівію, що потрапила під окупацію союзників. Лівія офіційно перебуває під контролем Великої Британії та Франції до 1947 року, коли Італія офіційно відмовилася від терену. Дві країни несли відповідальність за різні частини Лівії, Британія отримала владу в Триполітанії і Киренаїці, в той час як Франція взяла на себе Феццан. 21 листопада 1949 року Генеральна Асамблея ООН прийняла резолюцію про необхідність надання Лівії незалежності до початку 1952 року.
Ідрис I, емір Триполі і Киренаїки, 24 грудня 1951 року проголосив незалежність Об'єднаного Лівійського королівства, що складалось з Триполітанії, Киренаїки і Феццану. Ідрис І був оголошений королем новоствореної держави. Кожна з трьох складових держави отримала автономію.
28 березня 1953 року Лівія вступила в Лігу арабських держав. Нова держава мала величезні проблеми з керуванням, тому що італійці в колоніальні часи, не надавали освіти тубільцям, всі посади були зайняті італійцями. Італійці, як прибулі з метрополії так і народженні в Лівії були власники більшості з найкращих земель в країні, і були де-факто монополістами на освіту. Через ці труднощі, британці взяли на себе значну частину адміністрування. У 1955 році розпочато розвідку нафти, перше поле виявлено у 1959 році, видобуток розпочато 1963 року. Видобуток нафти стало одним із стовпів економіки Лівії.
25 квітня 1963 року скасовано Федеральну конституцію країни, країну перейменовано у Лівійське королівство.
Правління еміра Ідриса, що походив з південно-східної Лівії, викликало невдоволення решти лівійців. По-перше, Ідрис належав до релігійного ордену суфійського ісламу; по-друге, він походив з частини Лівії, яка тривалий час не мала культурних зв'язків з рештою країни; по-третє, власному приходу до влади Ідрис завдячував Великій Британії, з якою тісно співпрацював ще з кінця Першої світової війни.
Монархія була повалена 1 вересня 1969 року групою офіцерів на чолі з Муаммаром Каддафі. Король, який проходив лікування в Туреччині, не повернувся в країну і до своєї смерті в 1983 жив у вигнанні в Єгипті. Повстанці проголосили створення Лівійської Арабської Республіки.

## Італійці в Лівії
| рік  | італійці | до загалу | загальне населення | Джерело                                                                                 |
| ---- | -------- | --------- | ------------------ | --------------------------------------------------------------------------------------- |
| 1936 | 112.600  | 13,26 %   | 848.600            | Enciclopedia Geografica Mondiale K-Z, De Agostini,1996                                  |
| 1939 | 108.419  | 12,37 %   | 876.563            | Guida Breve d'Italia Vol. III, C.T.I., 1939                                             |
| 1962 | 35.000   | 2,1 %     | 1.681.739          | Enciclopedia Motta, Vol. VIII, Motta Editore, 1969                                      |
| 1982 | 1.500    | 0,05 %    | 2.856.000          | Atlante Geografico Universale, Fabbri Editori, 1988                                     |
| 2004 | 22.530   | 0,4 %     | 5.631.585          | L'Aménagement Linguistique dans le Monde [Архівовано 26 квітня 2009 у Wayback Machine.] |

Протягом колоніального періоду італійці оселялися головним чином на узбережжі Лівії. Поселення інституційно підтримувалося фашистською владою і Муссоліні, який мріяв про відновлення Римської імперії. З початком Другої світової війни, італійці становлять 12 % населення. Після капітуляції Італії, багато італійців згодом емігрували на батьківщину. В Лівії наразі складають менше 1 % населення.